# Typhlatya monae
Typhlatya monae is een garnalensoort uit de familie van de Atyidae. De wetenschappelijke naam van de soort is voor het eerst geldig gepubliceerd in 1954 door Chace.